# Gaó de Vílnius
Eliyahu Ben Shlomó Zalmán Kramer (hebreu: אליהו בן שלמה זלמן כרמר‎), conegut com el Gaó de Vílnius (hebreu: הגאון מווילנה‎) (Vílnius, 23 d'abril de 1720 - Vílnius, 9 d'octubre de 1797) va ser un prominent rabí jueu askenazita, i un erudit del Talmud i la Càbala.
El Gaó va ser una de les més grans autoritats rabíniques de la història del judaisme. El seu pensament va estar lliurat per complet a l'estudi de la Torà, el Talmud, l'erudició cabalística i a certes ciències seculars (com la gramàtica hebrea, la geometria, l'àlgebra i l'astronomia). Igual que el Judaisme reformista en l'actualitat, Gaó considerava el coneixement secular un adjunt vital a l'estudi del Torà i va estar ben informat en gairebé tots els camps seculars. Encara que es va mostrar en desacord amb la Haskalà en els seus començaments, d'igual manera va promoure la reflexió sobre la relació i l'equilibri entre la modernitat i l'assimilació, entre la cultura europea i l'hebrea.

## Joventut i educació
Gaó de Vílnius va néixer a Sialiec, Confederació de Polònia i Lituània, el 23 d'abril de 1720 com a Elies Ben Solomó Zalman d'una família rabínica molt coneguda.
La llegenda diu que als quatre anys havia après la Tanakh de memòria. A l'edat de set anys, va ser alumne de Moses Margalit, rabí de Kėdainiai i autor d'un comentari sobre el Talmud de Jerusalem, titulat Pnei Moshe (La cara de Moisès), el qual li va ensenyar el Talmud. Es va dir que el jove Eliyahu ja coneixia de memòria diversos tractats talmúdics, ja que se'l coneix per tenir una memòria eidètica. Amb vuit anys estudiava astronomia durant el temps lliure, i a partir dels deu anys va continuar els seus estudis sense l'ajut de cap mestre, ja que el seu coneixement superava ja el de tots els seus professors. Als onze anys, ja havia dedicat tot el Talmud de memòria.
Quan va arribar a una edat més madura, Eliyahu va decidir exiliar-se i va vagar per diverses parts d'Europa, incloses Polònia i Alemanya, com era costum entre els piadosos de l'època. Quan tenia vint anys, els rabins li presentaven els problemes halàquics més difícils i els erudits, jueus i no jueus, l'anaven a buscar per a sentir la seva visió sobre les matemàtiques i l'astronomia. Va tornar a la seva ciutat natal el 1748, en un moment en què ja havia adquirit un renom considerable.

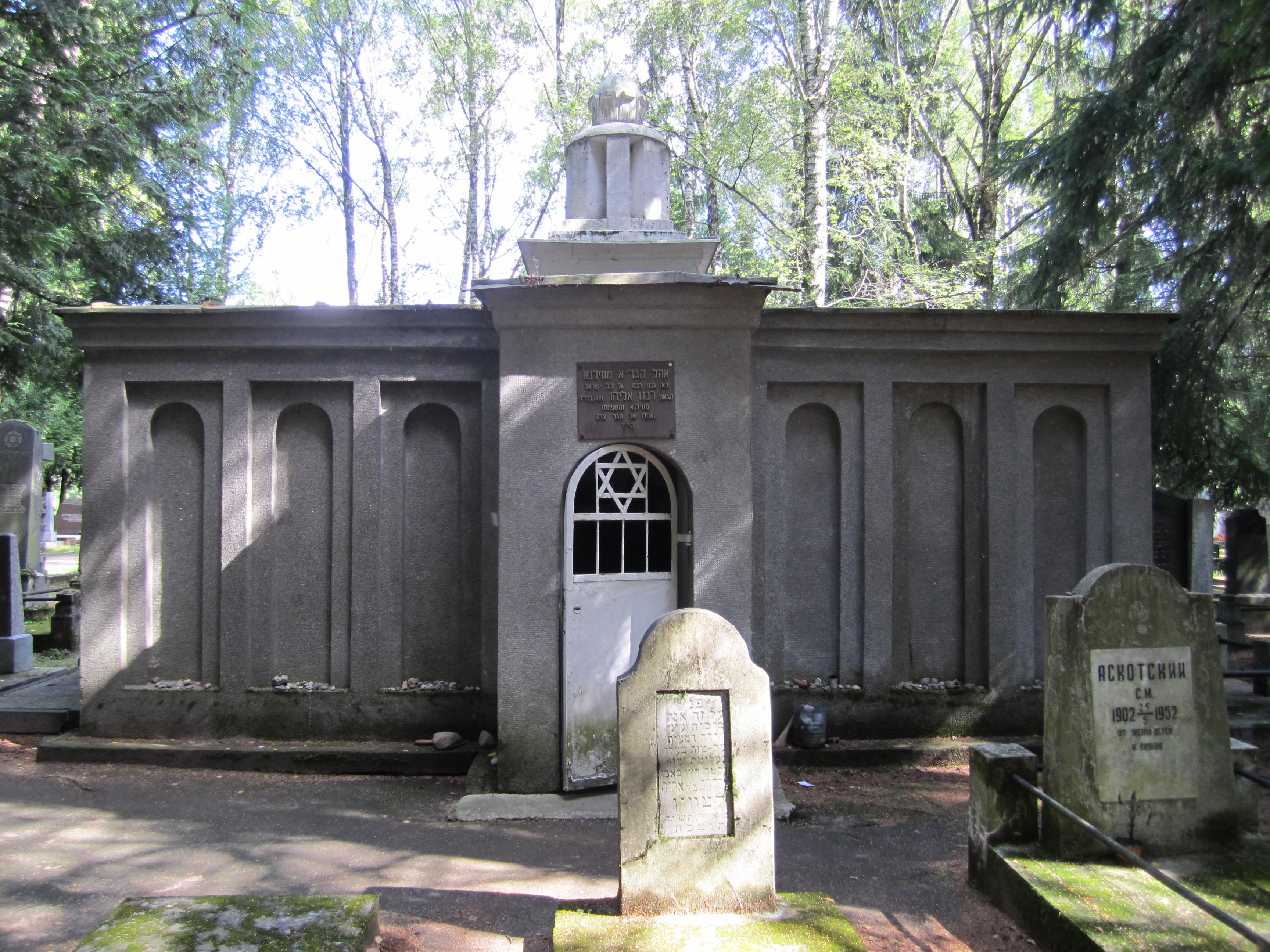
Tumbes de Gaó de Vílnius i d'Abraham ben Abraham (Graf Valentine Potocki) a Vilnius.

## Contra el moviment hassídic
Quan el judaisme hassídic va arribar a ser influent a la seva ciutat natal, Gaó de Vílnius es va unir als rabins i capitostos de les comunitats poloneses coneguts com els Misnagdim, per tal de frenar la influència hassídica. En 1777 va realitzar una de les primeres excomunions contra els hassidim a Vílnius. L'any 1781, quan els hassidim van reprendre el seu treball de proselitisme, sota la direcció del rabí de Habad Schneur Zalman de Liadí, el Gaó de Vilnius els va excomunicar i va declarar que eren heretges amb els quals un jueu piadós no podia casar-se.
Després d'això, el Gaó es va retirar, i els hassidim van aprofitar l'oportunitat per a difondre el rumor que el Gaó s'havia aliat amb ells i que s'havia penedit d'haver-los perseguit. Llavors el Gaó va enviar dos dels seus alumnes amb cartes a totes les comunitats de Polònia, declarant que no havia canviat la seva actitud cap als hassidim, i que les afirmacions dels hassidim eren pures invencions. Tanmateix, les excomunions no van detenir el creixement del hassidisme.

## Estatus
El Gaó de Vílnius va aconseguir un estatus extraordinari i indiscutible durant la seva vida. Entre el públic general no hassídic, la seva posició es considerava excepcional. Va ser percebut com pertanyent a les files dels tanaim i amoraïm, els savis del Talmud, o com a semblant als Gueonim de Babilònia.
El rabí Abraham Yeshaya Karelitz (el Chazon Ish) va escriure sobre ell:
| « | Considerem que el Gaon de Vilnius pertany a les files de Moisès, Esdra, Judà el príncep, Rav Ashi i els Maimònides. El Gaon, a través del qual la Torà es va revelar com una figura santificada destinada a il·luminar allò que havia romàs en la foscor fins al seu temps, és considerat un dels Rishonim. El seu nivell de Ruach HaKodesh (inspiració divina), el seu esforç i el seu profund coneixement analític de la totalitat de la Torà tal com la posseïm avui en dia, aquests estan més enllà de la comprensió. | » |

 De la mateixa manera, a Ketav VeHaKabbat al començament del seu llibre A'Kabbat Eliyahu, escriu: «El impressionant Gaon, com un dels Rishonim, el nostre mestre Eliyahu de Vilnius». De la mateixa manera, a Responsa Mahari'az Enzil, Siman 37 (d'un estudiant del Ketzot HaChoshen i Av Beit Din de Stryi a Galícia), enumera una sèrie de primeres autoritats halàjiques i assenyala: I la força de Vilnius era un de Vilnius, Eli Ris hu. El rabí Avraham Danzig va escriure a la seva introducció al llibre Zichru Torat Moshe: 
| « | Vam tenir el privilegi de veure amb els nostres propis ulls el nostre mestre, el gran i sant Gaon d'Israel, el rabí Eliyahu Jassid. Era un sant insubstituïble, com un dels rishonim, i totes les qualitats que els savis atribuïen a un erudit de la Torà es manifestaven en ell, ja fos en la Torà, en la pietat o en la seva conducta, el seu vast coneixement... | » |

A causa d'aquesta reverència, els jueus de Litvak l'anomenaven simplement el Gaon.

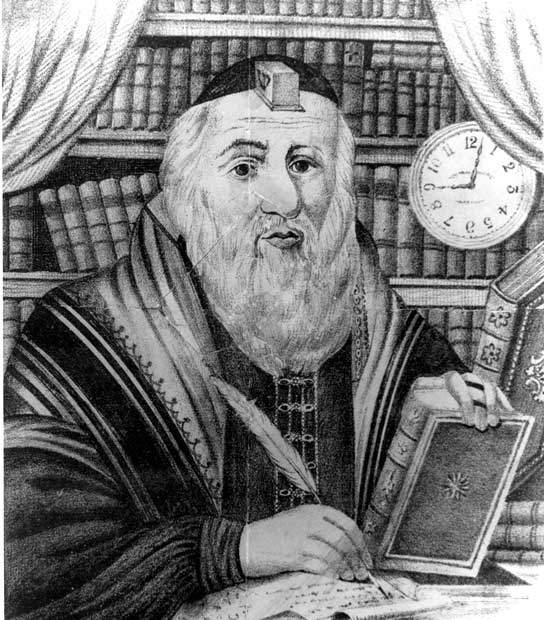
Un retrat atribuït al Gaon de Vilnius

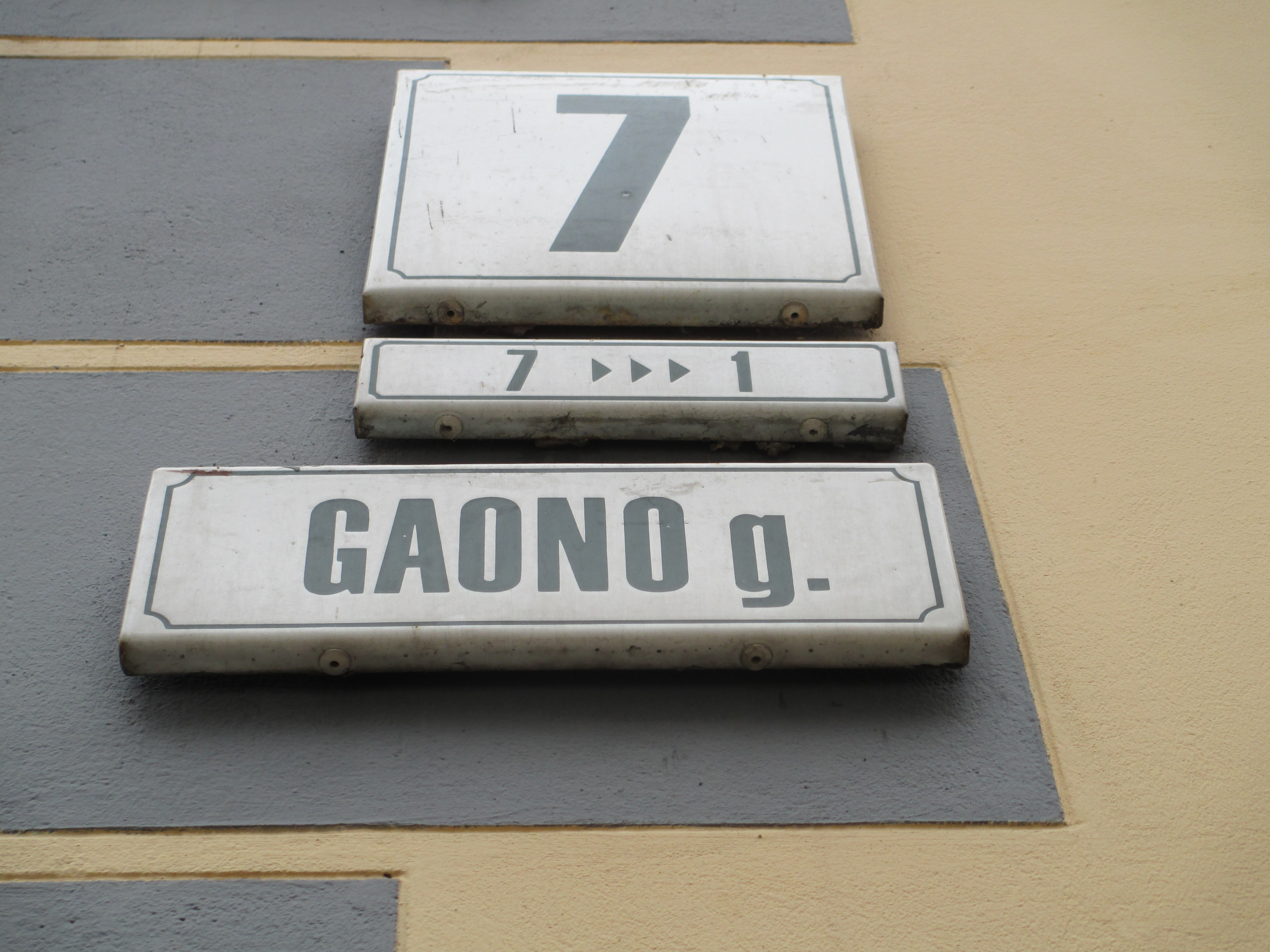
Un cartell de carrer que porta el nom de Vilna Gaon a Vílnius

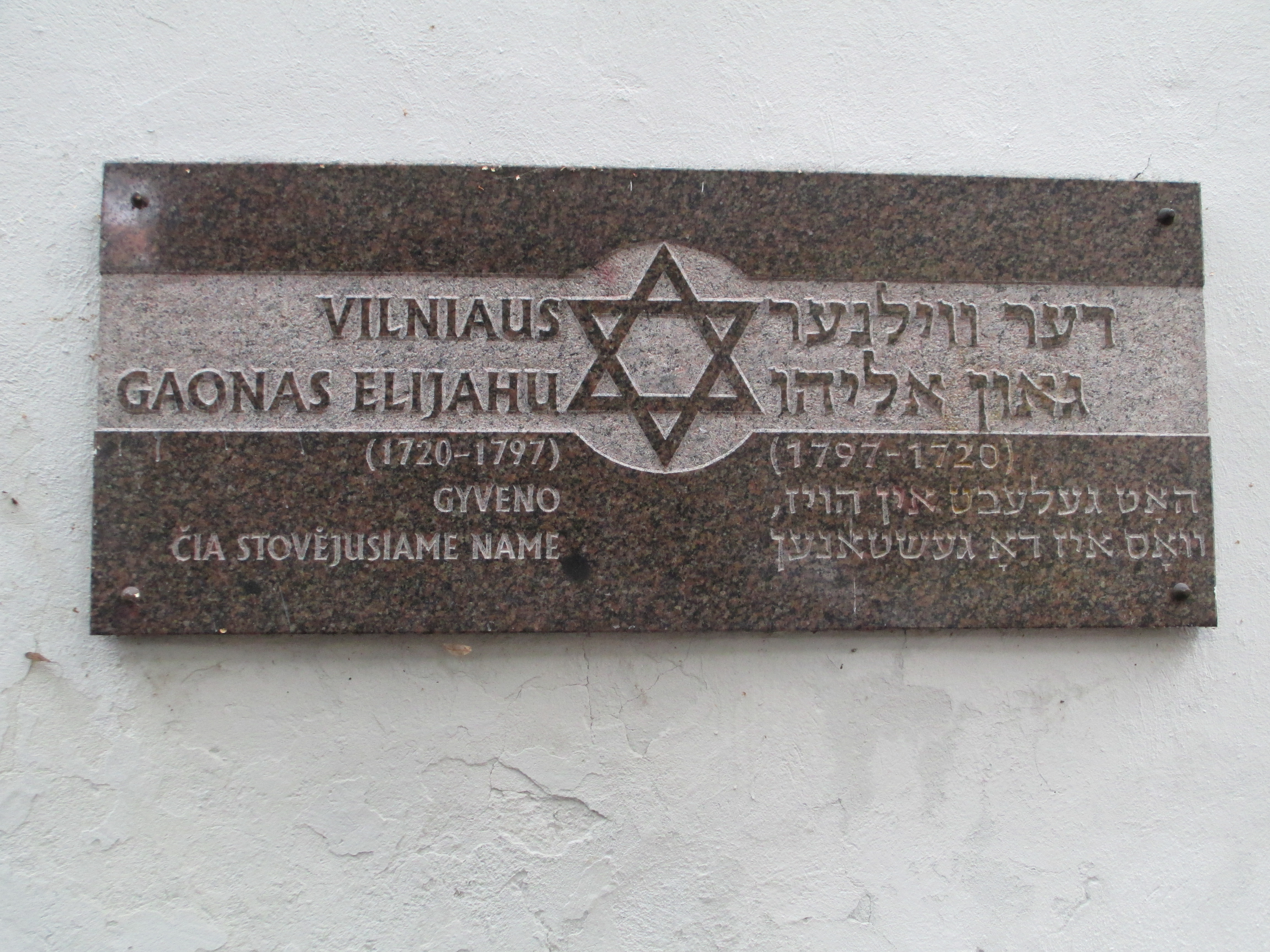
Una placa commemorativa a Vílnius al lloc on antigament hi havia la casa de Vilna Gaon, amb la inscripció: El Gaon Eliyahu de Vilna vivia a la casa que hi havia aquí.

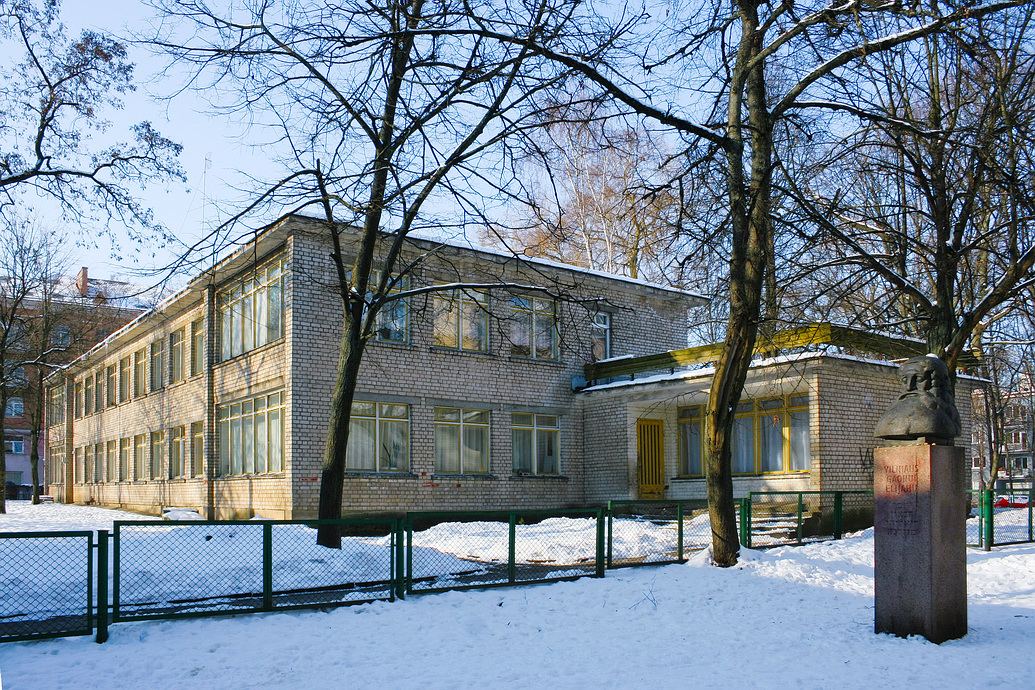
El lloc de la Gran Sinagoga i el Monument de Vilna Gaon, Vilnius

El Gaon de Vilnius advocava per un enfocament d'estudi centrat en el peshat (significat literal) i ell mateix era àmpliament coneixedor i erudit. El seu sogre, l'autor de Chayei Adam, va escriure sobre ell:
| « | La Torà sencera es va posar davant seu com una taula parada, de manera que si se li preguntava sobre qualsevol assumpte, respongués a l'instant. | » |

Es va oposar a l'anàlisi dialèctica aguda (pilpul) en l'aprenentatge, igual que Maimònides, el Maharal, Rav Kook i altres savis jueus. A la seva petita sala d'estudi, els estudiants van aprendre el Talmud amb els comentaris de Raixí, el Rosh i el Rif, d'una manera senzilla destinada a arribar a conclusions halàjiques.
El Gaon de Vilna era molt original en les seves decisions halàjiques i sovint governava basant-se en la seva pròpia comprensió del Talmud, fins i tot contra els Rixonim i els Xulhan Arukh, o en oposició als costums establerts.
El seu aprenentatge es va basar en una recerca profunda del significat literal de les fonts, així com en esmenes textuals, especialment en obres menys estudiades com el Talmud de Jerusalem, el Tosefta i el Zohar. Malgrat la seva importància històrica per als Misnagdim, el mètode d'estudi practicat en les litvak Ieixivà contemporànies difereix significativament del seu enfocament. La majoria de les seves esmenes textuals no es basaven en proves manuscrites disponibles per ell, sinó en el seu excepcional domini de la literatura rabínica i talmúdica. En retrospectiva, s'ha trobat que moltes de les seves esmenes s'alineen amb testimonis textuals acurats.
El vespre següent al Yom Kippur, el Gaon de Vilnius continuava dejunant durant diverses hores més mentre estudiava la Torà. Ho va fer basant-se en l'ensenyament dels savis:
| « | Quin significat té el vers: 'I era el vespre, i era el matí, el sisè dia' (Gènesi 1:31)? Per què es necessita l'el addicional? Això ensenya que Déu va posar una condició amb les obres de la creació, dient: Si Israel accepta la Torà, continuareu existint; però si no, et tornaré al caos i al buit. | » |

En altres paraules, l'existència del món depèn de l'estudi ininterromput de la Torà. Com que, la nit posterior al Yom Kippur, tothom anava a casa a menjar, el Gaon continuava aprenent fins que la gent acabava els àpats i tornava a estudiar. Aquesta idea també va servir com a fonament de Ieixivà de Valojin, establert pel seu deixeble, el rabí Jaim.

### La càbala en els seus ensenyaments
Als nou anys, el Gaon de Vilnius coneixia tot Tanach i Shas amb comentaris, i ja havia començat a estudiar la càbala.
El Gaon va escriure comentaris sobre Sifra de-Tzeniuta, que considerava com l'obra fonamental de la càbala, així com sobre Tikkunei Zohar, Tikkunei Zohar Chadash i altres seccions del Zohar, així com sobre Séfer Yetsirà.
No obstant això, a diferència d'altres cabalistes, el Gaon es va oposar a la recepció de revelacions maggid, ja que volia treballar en l'estudi de la Torà i rebre la saviesa divina directament de Déu en lloc de fer-ho mitjançant intermediaris. També va enviar el seu deixeble, el rabí Jaim de Volozhin, per advertir al seu germà, el rabí Shlomo Zalman de Volozhin, que no acceptés un maggid que estava destinat a aparèixer-li, explicant que els maggidim d'aquesta generació, especialment fora de la Terra d'Israel, no podien ser totalment sagrats i lliures de cap impuresa.
Els ensenyaments del Gaon a la càbala es consideren un corrent diferent (tot i que de vegades s'integren amb els ensenyaments de Ramchal), i molts cabalistes els han estudiat i interpretat, com els seus deixebles: el rabí Jaim de Volozhin al seu llibre Nefesh HaChaim, el rabí Moshe de Tolchin, el rabí de Menciples i Mendel de Menciples. deixebles, el rabí Yitzhak Isaac Chever, el rabí David Luria, el rabí Avraham Simja d'Amchislav, el rabí Elijah de Kalish, així com el rabí Shlomo Elyashiv al seu llibre Leshem Shevo VeAchlamah, el rabí Naftali Herz Halevy de Jafa i altres.
A la generació actual, els escrits del Gaon de Vilnius han estat estudiats pel rabí Yitzhak Shlomo Zilberman, el rabí Sharya Dublitzky, el rabí Israel Eliyahu Winterob, el rabí Yaakov Edes (Divrei Yaakov), i el rabí Yosef Avivi, que també va escriure un llibre especial explicant la singularitat de la càbala i la diferència entre la càbala i la càbala Gaon.
Durant la lluita entre els Hasidim i els Misnagdim, els Hasidim van estendre el rumor que el Gaon de Vilnius no creia en els ensenyaments de la càbala i no es va dedicar al Zohar o als escrits d'Isaac Lúria. En fer-ho, van intentar soscavar l'oposició dels Gaon al hassidisme. El deixeble del  Gaon de Vilnius, el rabí Jaim de Volozhin, en la seva introducció al comentari del Gaon sobre Sifra D'Tzeniuta, critica durament els qui van difondre el rumor, amb les paraules següents:
| « | I sempre que parlo de la grandesa i meravelles de la santedat dels ensenyaments del nostre gran rabí, que la seva ànima descansi en pau, recordo i recordo amb gran angoixa que la meva ànima s'agita i crema amb un foc dins meu. Perquè vaig escoltar molts informes falsos d'idiotes buits en províncies llunyanes, que mai havien vist la llum dels seus ensenyaments ni de la seva santedat. Els que no tenen càrrega de paraula i de llengua parlen de grans coses per difamar les santedats del cel. Com les mosques de la mort que busquen espatllar i contaminar l'oli sagrat del nostre gran rabí, que la seva ànima descansi en pau. Diuen que el sant Rabí no va considerar que l'esperit de santedat en els ensenyaments d'Isaac Luria fos de cap valor, Déu n'hi do. I encara més, alguns parlen maliciosament, afirmant que el sant Zohar no era digne als seus ulls, Déu n'hi do, per ser objecte del seu estudi. Que els llavis de la falsedat callin, i els mentiders callats. No hi haurà coses així entre el poble d'Israel. | » |

## Obres
Va ser un autor prolífic i existeixen pocs llibres hebreus antics sobre els quals ell no va escriure un comentari, que en la seva gran majoria van ser classes dictades als seus estudiants. No obstant això, cap escrit seu va ser publicat durant la seva vida. Les seves glosses sobre el Talmud babilònic i el Shulkhan Arukh es coneixen com a Biur Ha-Gró (L'esclariment del Gró). Existeix un reportatge en directe sobre la Mixnà està titulat Shenoth Eliyahu (Els Anys d'Elies). Diversos treballs sobre la Càbala tenen comentaris sota el seu nom i les seves interpretacions sobre el Pentateuc es van titular Adereth Eliyohu (l'Esplendor d'Elías). Els comentaris sobre Proverbis i altres llibres del Tanakh van ser escrits en els seus darrers anys.
També va escriure sobre matemàtiques. Coneixia molt bé els treballs d'Euclides i va animar al seu estudiant, el rabí Boruj de Shklov, a traduir els treballs del gran matemàtic a l'hebreu. Un treball matemàtic titulat Áyil Meshulash (un Carner en Tres Parts), (que és una referència al Conveni Entre les Parts del Gènesi 15:9) li és generalment atribuït.